# Luis Alejandre Sintes
Luis Alejandre Sintes (Maó, 4 de juny de 1941) és un militar menorquí, general de l'exèrcit espanyol. Va ingressar a l'Acadèmia General Militar el 1959. En 1963 va ascendir a tinent i des d'aleshores fins 1972 va formar part de la Brigada d'infanteria lleugera paracaigudista. En 1976 es va graduar a l'Escola d'Estat Major. En 1980 fou ascendit a comandant i de 1984 a 1986 fou professor a l'Escola d'Estat Major.
També ha estudiat ciències polítiques i cursa actualment el doctorat en la matèria. Entre altres funcions militars, va intervenir en missions de pau amb l'ONU (ONUCA i ONUSAL) a Nicaragua, El Salvador i Guatemala, i va fer de mitjancer entre el govern de Colòmbia i la guerrilla de l'Exèrcit d'Alliberament Nacional (Colòmbia).
El 1997 fou nomenat director general del Gabinet Tècnic del ministre de Defensa. El 1998 ascendí a general de Divisió i el 2000 fou nomenat general cap de la Regió Militar Pirenaica. En el 2003 és nomenat Cap d'Estat Major de l'Exèrcit de Terra, però deixà el càrrec el 2004 després del sinistre del Yakolev 42 enmig de crítiques als aleshores ministres de defensa Federico Trillo i José Bono. Per aquest motiu se li va obrir un expedient que finalment fou arxivat en 2006.
Ha obtengut múltiples condecoracions entre les quals destaquen les grans creus de la Real y Militar Orde de Sant Hermenegild, del Mèrit Naval amb distintiu Blanc i del Mèrit Militar amb distintiu Blanc, a més del premi de la Real Fundación de Toledo, per contribuir a la protecció i revitalització del patrimoni històric i cultural de la ciutat. El 2005 va rebre el Premi Ramon Llull. El 2018 signà un manifest en defensa del general Francisco Franco.

## Obres
- La guerra de la Cochinchina, cuando los españoles conquistaron Vietnam (2006)[7]